# Клингер, Юлиус
Юлиус Клингер (нем. Julius Klinger; 22 мая 1876, Вена — 1942, Минск) — австрийский художник, график, иллюстратор и дизайнер. Представитель модерна.

## Биография
Юлиус Клингер родился в посёлке Дорнбах, близ Вены, в еврейской семье. Учился в Высшей технической школе в Вене (TGM). В 1895 устроился на работу в журнал «Венская мода». По рекомендации австрийского художника Коломана Мозера, в 1896 году Клингер получил место иллюстратора в юмористическом журнале в Мюнхене. 1897—1902 сотрудничает журналом «Die Jugend». По названию этого журнала, стиль «модерн» в Германии стал именоваться «югендштиль». Переехав в Берлин, Юлиус Клингер до 1915 года работал дизайнером и плакатистом.
Среди его наиболее известных произведений — «Саломея» (1909), эротические иллюстрации к пьесе «Содом, или Квинтэссенция разврата» (1909), плакаты «Hermanns & Froitzheim» (1910), «Корсеты Оберски» (1914), «Венецианская ночь» (1908). Богатство идей, элегантность, остроумие, в сочетании с ясностью и лаконичностью изобразительного языка, придавали радикальную новизну его плакатам. Клингер довольно быстро стал одним из самых популярных плакатистов в Берлине.
С 1916 года Клингер жил в Вене, занимался дизайном полиграфии и преподавал прикладное искусство. После аншлюса Австрии художник подвергался преследованиям нацистов. Последняя работа Клингера датирована 1937. Согласно полицейским отчетам, в июне 1942 года художник был депортирован в Минск. В минское гетто нацисты отправляли евреев из стран Западной, Центральной и Восточной Европы. Юлиус Клингер погиб в заключении 1942 году. Точная дата и место гибели художника неизвестны.
В 1982 году именем художника была названа улица в районе Лизинг в Вене.

## Галерея

Quelques affiches de Julius Klinger
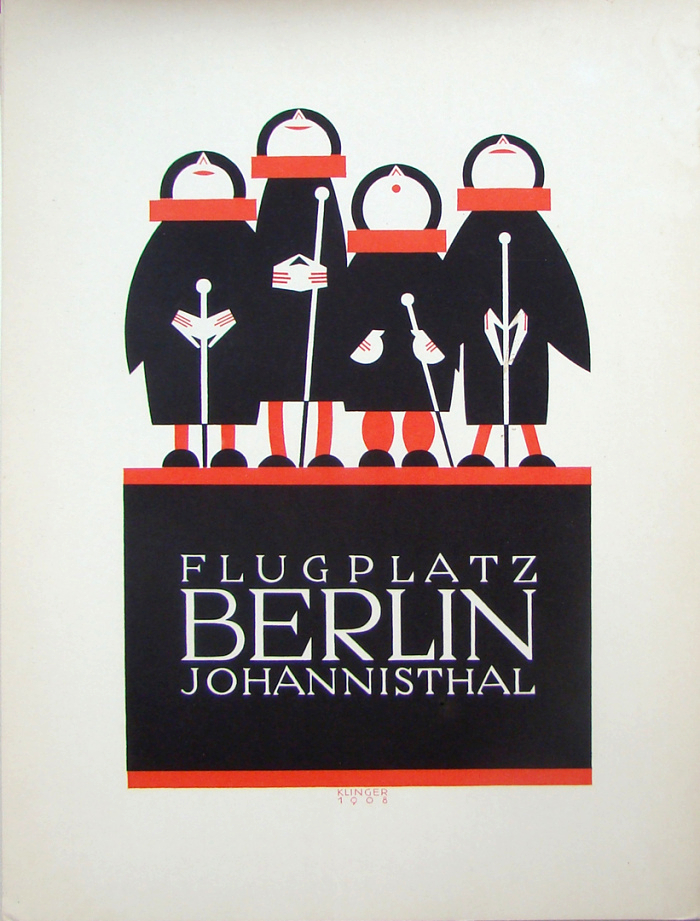
Берлинский аэропорт Йоханнисталь (1908).
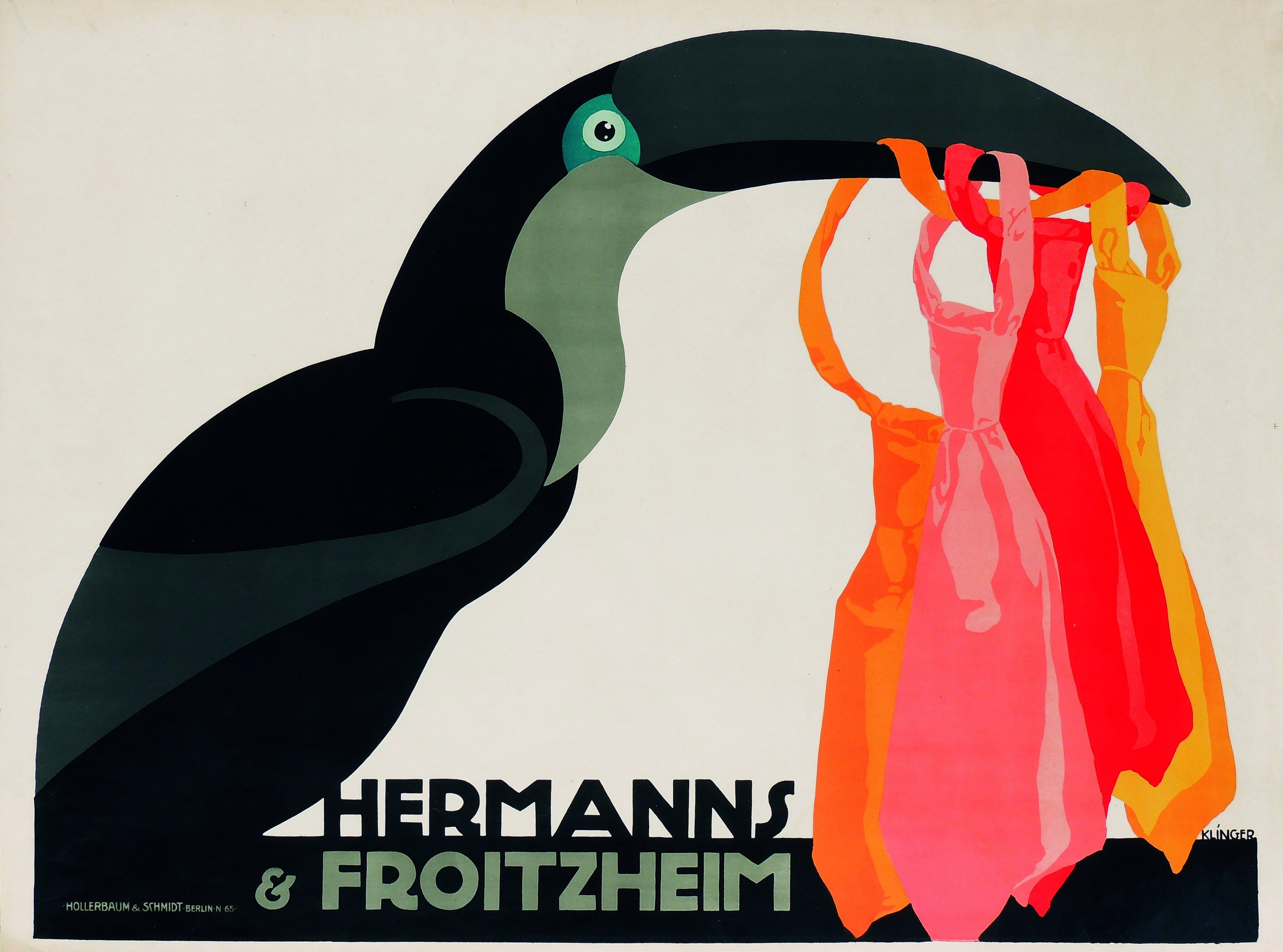
Реклама галстуков Hermanns & Froitzheim (1911).
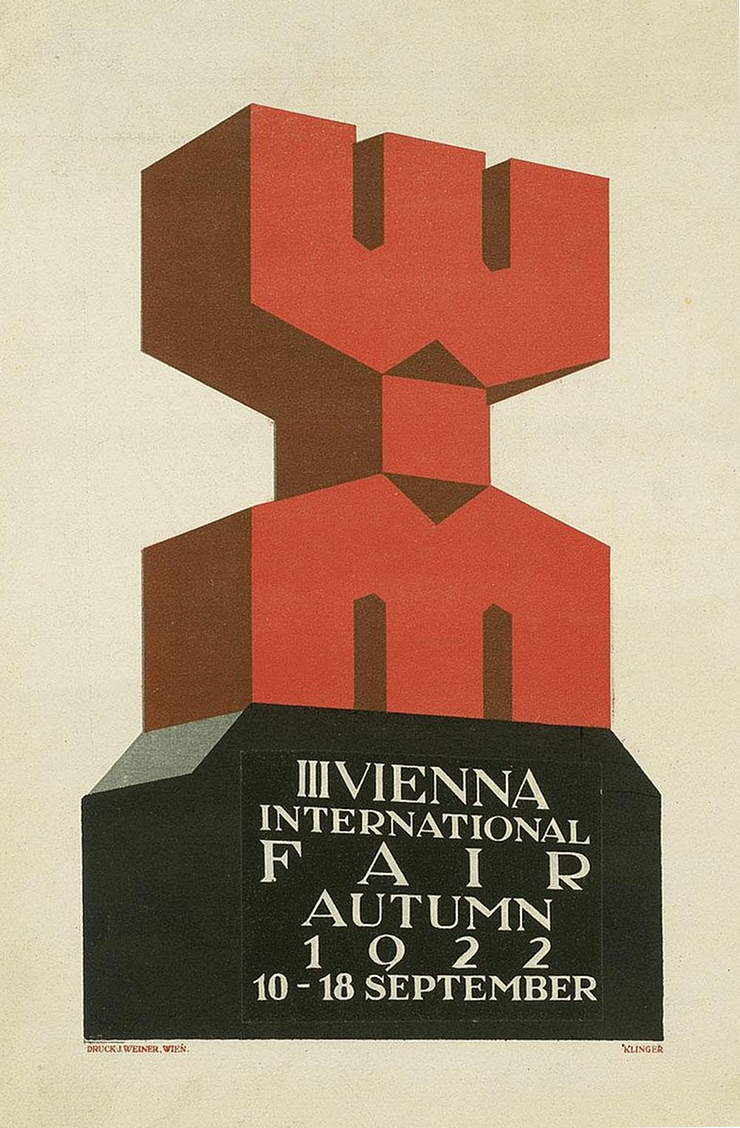
Венская ярмарка (1922).
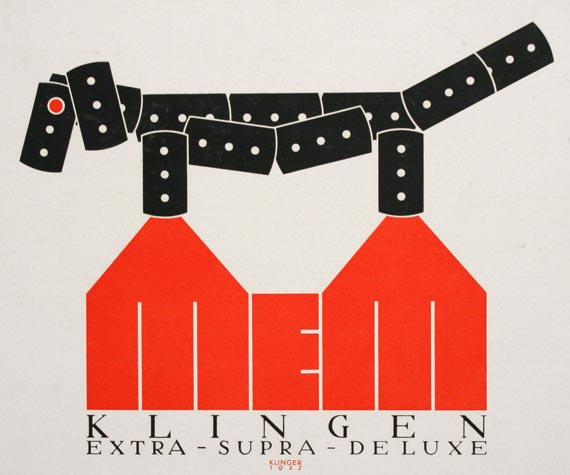
Реклама лезвий венской бритвы M. E. Mayer (1922).